# Neuermark-Lübars
Neuermark-Lübars este o comună în Saxonia-Anhalt, Germania